# کرونبرگ ایم تانوس
شهر کرونبرگ ایم تانوس (به آلمانی: Kronberg im Taunus) در ایالت هسن در کشور آلمان واقع شده‌است.